# Crespin (Aveyron)
Crespin (okzitanisch: Crespinh) ist eine französische Gemeinde mit 317 Einwohnern (Stand: 1. Januar 2022) im Département Aveyron in der Region Okzitanien (vor 2016: Midi-Pyrénées). Sie gehört zum Arrondissement Villefranche-de-Rouergue und zum Kanton Aveyron et Tarn. Die Einwohner werden Crespinois und Crespinoises genannt.

## Geographie
Crespin liegt etwa 31 Kilometer südwestlich von Rodez. Der Viaur begrenzt die Gemeinde im Westen. Umgeben wird Crespin von den Nachbargemeinden Castelmary im Norden, Cabanès im Nordosten, Tauriac-de-Naucelle im Osten, Pampelonne im Süden sowie Mirandol-Bourgnounac im Nordwesten.

## Bevölkerungsentwicklung
| Jahr                       | 1962 | 1968 | 1975 | 1982 | 1990 | 1999 | 2006 | 2019 |
| Einwohner                  | 486  | 407  | 375  | 328  | 298  | 273  | 269  | 315  |
| Quellen: Cassini und INSEE |      |      |      |      |      |      |      |      |

## Sehenswürdigkeiten
- Kirche Saint-Robert in Crespin
- Kirche Notre-Dame im Ortsteil Lespinassole

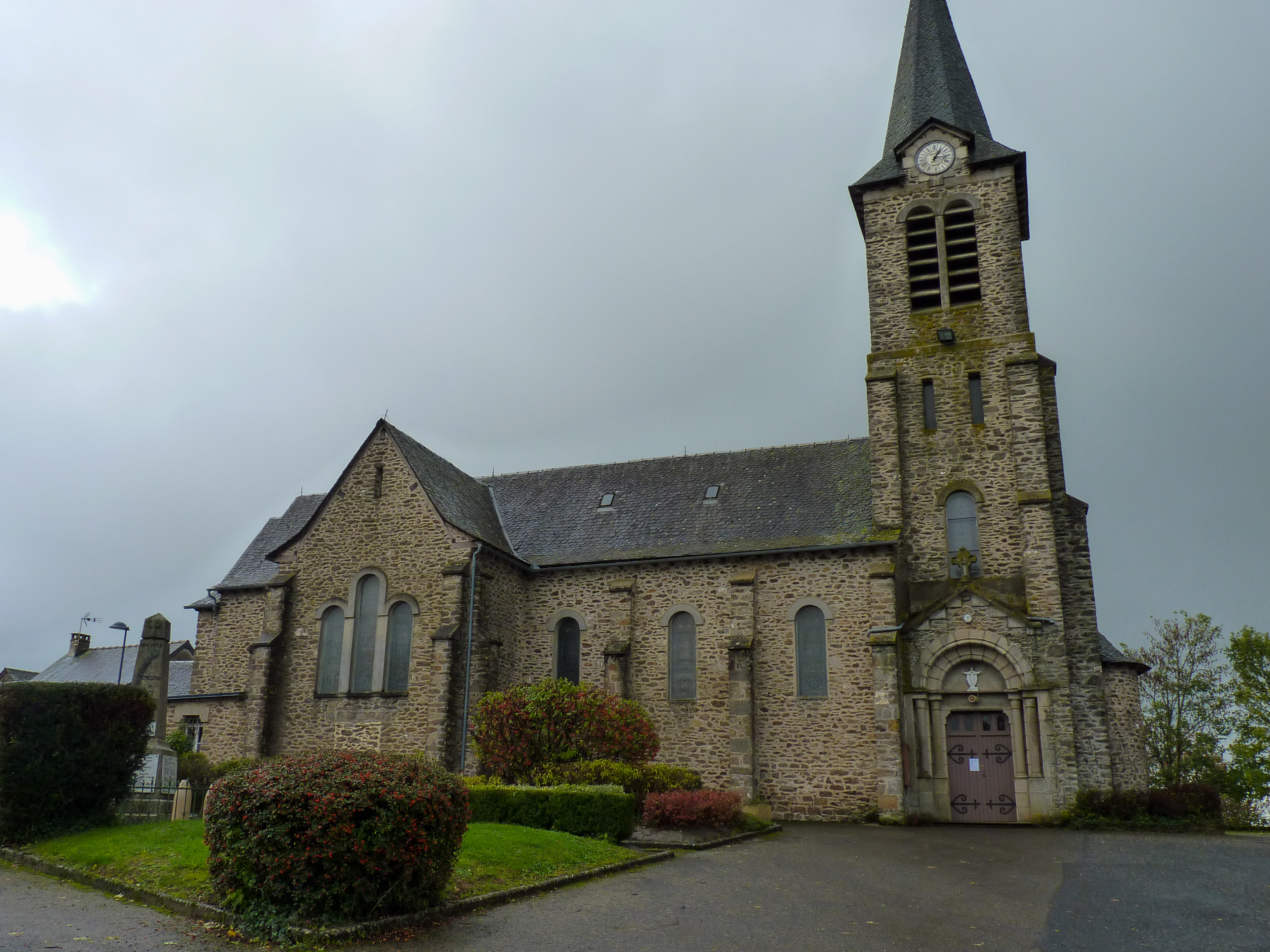
Kirche Saint-Robert
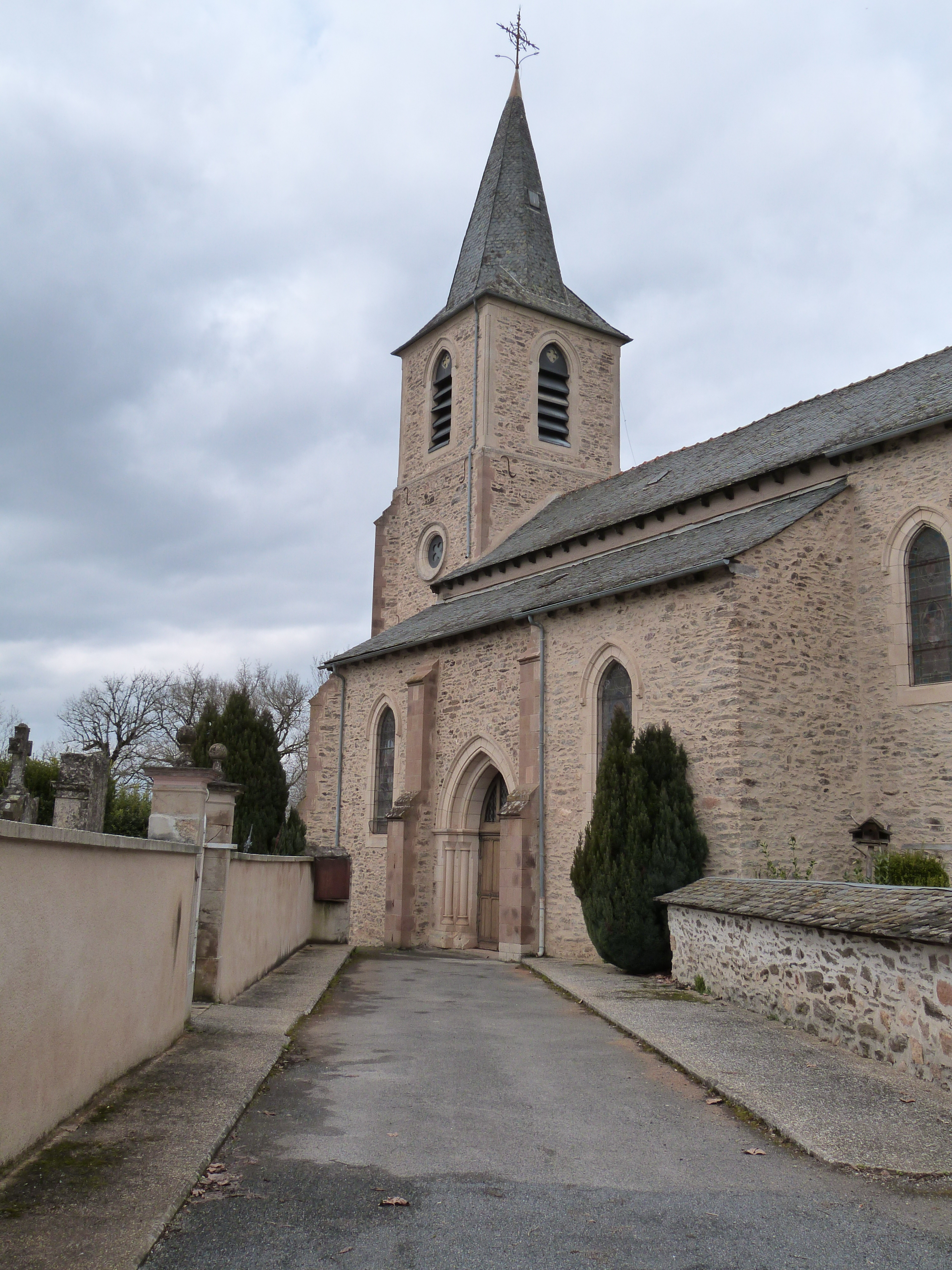
Kirche Notre-Dame
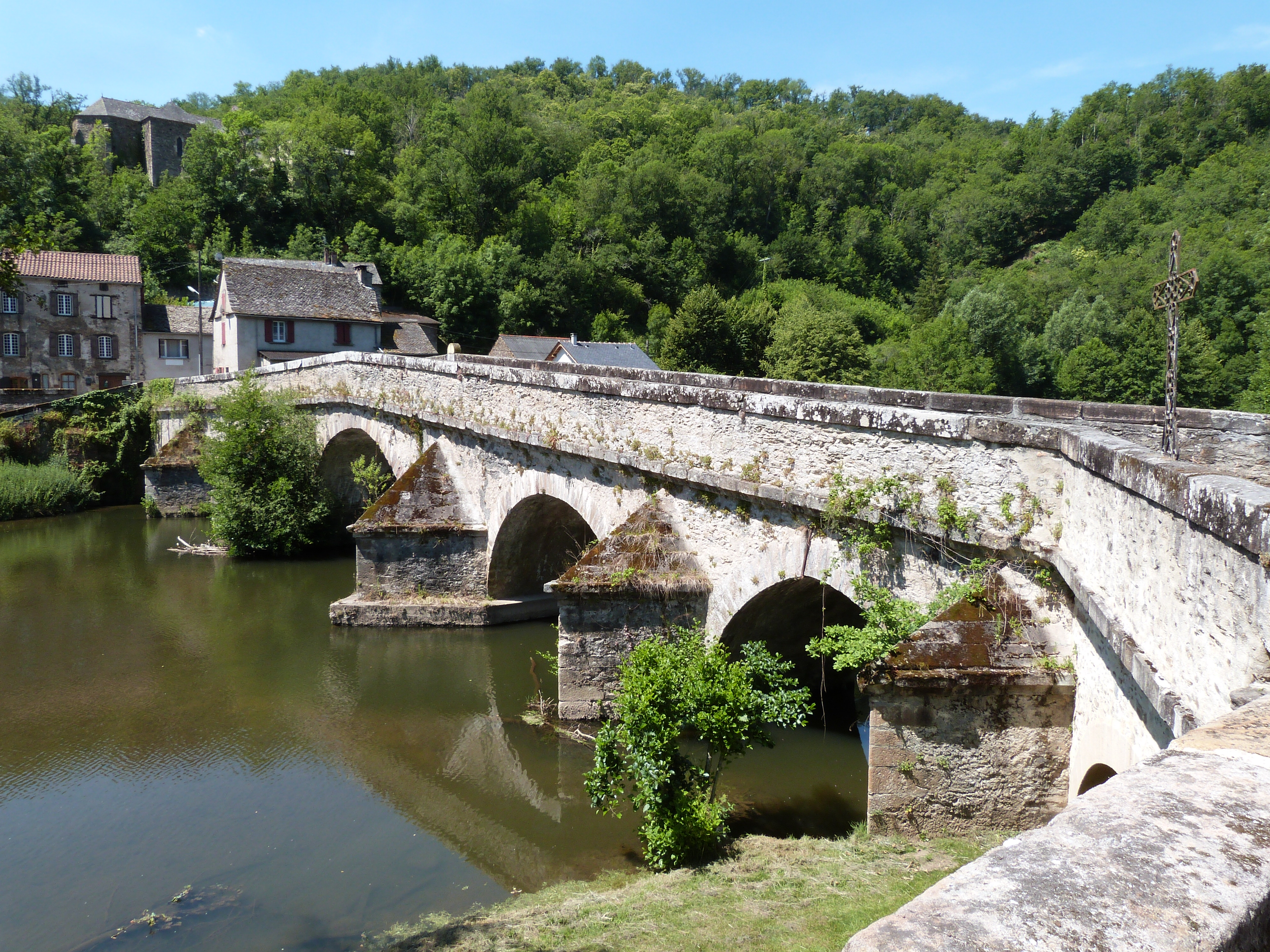
Brücke über den Viaur